# Majid Entezami

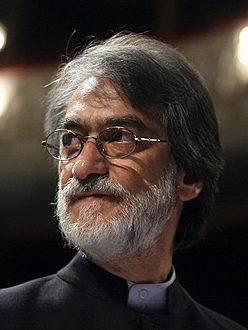
Majid Entezami (2013)

Majid Entezami (persisch مجید انتظامی; * 9. März 1948 in Teheran) ist ein iranischer Filmmusikkomponist.

## Leben
Der Sohn des Schauspielers Ezzatolah Entezami studierte am Konservatorium von Teheran und später in Berlin. 1974 kehrt er in den Iran zurück, wo er das Sinfonieorchester von Teheran dirigierte und am Konservatorium und der Universität der Stadt unterrichtete. Er komponierte die Musik zu zahlreichen Filmen, darunter Gerdbad (1985), Der Fahrradfahrer (1987), Train (1988), Nassreddin Shah (1992), The Attack on H3 (1994) und Brot und Blumentopf (1996). Für seine Musik zum Film Die gläserne Agentur wurde er beim Internationalen Fajr-Filmfestival mit dem  Kristall-Simorgh für die beste Filmmusik ausgezeichnet.